# 日本の写真家一覧
日本の写真家一覧（にほんのしゃしんかいちらん）は日本の著名なプロフェッショナル・アマチュア写真家の50音順一覧である。
なお日本以外については「写真家一覧」を参照。

## あ行
- 会田我路
- 会田定広
- 青木健二
- 青木勝
- 青木弘
- 青山裕企
- 浅岡省一
- 秋野深
- 秋元亮太
- 秋山庄太郎
- 秋山忠右
- 秋山亮二
- 明田弘司
- 浅井慎平
- 浅野喜市
- 厚地健太郎
- 阿部淳
- 天田輔
- 天野尚
- 新井卓
- 新井隆弘
- 荒川久治
- 荒木経惟
- 荒木則行
- 荒木勇人
- 荒多惠子
- 有元伸也
- 新正卓
- 有高唯之
- 安藤豊

い
- 飯島幸永
- 飯島隆
- 飯田鉄
- 五十嵐恭雄
- 池尻清
- 池本喜巳
- 伊佐次和輝
- 伊沢正名
- 石井友規
- 石内都
- 石川賢治
- 石川拓也
- 石川光陽
- 石川直樹
- 石川文洋
- 石川洋司
- 石河利之
- 石田晃久
- 石田研二
- イシダヒデユキ
- 石田昌隆
- 石津良介
- 石橋磨季
- 石原剛
- 石元泰博
- 磯部雅裕
- 市島敏男
- 一ノ瀬泰造
- 市橋織江
- イチロー・ナガタ
- 井手三千男
- 伊藤久巳
- 稲越功一
- 稲村不二雄
- 井上佐由紀
- 井上晃吾
- 井上青龍
- 井上浩輝
- 井上博道
- 今岡昌子
- 今井今朝春
- 今井恭司
- 今井壽惠（今井寿恵）
- 今井洋介
- 今津秀邦
- 今森光彦
- いらはら　しんご
- 入江泰吉
- 岩合徳光
- 岩合光昭
- 岩根愛
- 岩宮武二

う
- 植田正治
- 上田備山
- 上田義彦
- 上野勇
- 上野彦馬
- 上原ゼンジ
- 鵜川真由子
- 鵜飼玉川
- 牛尾喜道
- 潮田登久子
- 薄井一議
- 臼井秀三郎
- 内田九一
- 内田宏
- 内田ユキオ
- 内野志織
- 内野雅文
- 内原恭彦
- 内村皓一
- 内山英明
- 内山りゅう
- 生沢英二
- 梅佳代
- 梅本忠男
- 浦川一憲
- 海野和男

え
- 瑛九
- 枝川一巳
- 江崎礼二
- 江成常夫
- 海老原美宜男
- 江森一明
- エリック
- 遠藤湖舟
- 遠藤修
- 遠藤純
- 遠藤正
- 遠藤励

お
- 大池直人
- 大石一男
- 大石成通
- 大石芳野
- 大木茂
- 大久保好六
- 大倉乾吾
- 大倉舜二
- 大島敬三
- 大澤信陽
- 大竹省二
- 大竹英洋
- 大塚めぐみ
- 大塚高雄
- 大塚忠央
- 大塚浩史
- 大辻清司
- 大西みつぐ
- 大西義広
- 大橋愛
- 大橋弘一
- 大橋仁
- 大原利雄
- 大村次郷
- 大森克彦
- 大森忠
- 大山千賀子
- 大山行男
- 大和田良
- 魚返一真
- 岡嶋和幸
- 岡田敦
- 岡田光司
- 尾形正茂
- 緒方秀美
- 岡戸雅樹
- 岡野一之
- 岡原功祐
- 岡部好
- 岡本洋典
- 小川光三
- 小川晴暘
- 尾川武雄
- 沖野豊
- 荻野NAO之
- 奥彩花
- 小串周三
- 奥田基之
- 小倉寛太郎
- 小倉倹司
- 押田美保
- 尾仲浩二
- 小野庄一
- オノデラユキ
- 織作峰子
- 恩地孝四郎

## か行
- 甲斐啓二郎
- 海田悠
- 海沼武史
- 掛川源一郎
- 影山光洋
- 風間健介
- 鹿島清兵衛
- 梶山正
- Kazunori Nagashima
- 片平孝
- 片山摂三
- 勝又邦彦
- 勝山基弘
- 加藤恭平
- 加藤正憲
- 門嶋淳矢
- 金井杜道（金井杜男）
- 金川晋吾
- 金丸源三
- 金丸重嶺
- 金村修
- 金本孔俊
- 加納鉄也
- 加納典明
- 神蔵美子
- 亀井茲明
- 亀井武
- 亀村文彦
- 川合麻紀
- 川内倫子
- 川崎亀太郎
- 川田喜久治
- 川名マッキー
- 川辺優紀子
- 冠松次郎

き
- 鬼海弘雄
- 菊池茂夫
- 菊池俊吉
- 菊池哲男
- 菊池雅之
- 岸哲男
- 岸田貢宜
- 杵島隆
- 北井一夫
- 北奥耕一郎
- 北沢勉
- 北園克衛
- 北田祥喜
- 北野謙
- 木津幸吉
- 木之下晃
- 木原浩
- 木村伊兵衛
- 木村惠一
- 木村専一
- 木村智哉
- 清岡純子
- 清永安雄
- 紀里谷和明

く
- 久家靖秀
- 日下部金兵衛
- 忽那光一郎
- 久保敬親
- 窪徳健作
- 熊谷正
- 熊谷元一
- 熊切圭介
- 熊副穣
- 倉持承功
- 操上和美
- 栗林慧
- 栗原達男
- 栗原隆司
- 栗山秀作
- 黒岩正和
- 桑原甲子雄
- 桑原史成

こ
- 小池喜代美
- 小池清通
- 小池伸一郎
- 小石清
- 河野英喜
- 古賀鈴鳴
- 小島一郎
- 牛腸茂雄
- 後藤巧
- cotorich
- 小橋川共男
- 小林幹幸
- 小林伸一郎
- 小林のりお
- 小林鳴村
- 五味彬
- 今道子
- 昆田亨
- 近藤伍壱

## さ行
さ
- 雜賀雄二（雑賀雄二）
- 斉木弘吉
- 西條彰仁
- 齋藤康一
- 斎門富士男
- 冴木一馬
- 佐伯泰英
- 佐伯義勝
- 境貴雄
- 酒井透
- 酒井淑夫
- 榊晃弘
- 坂口綱男
- 坂田栄一郎
- 坂口欽一
- 坂田稔
- 坂本真典
- 坂本万七
- さかもと未明
- 桜井始
- 迫幸一
- 迫川尚子
- 佐々木崑
- 捧邦明
- 笹本恒子
- 佐内正史
- 佐藤明
- Taisuke Sato(佐藤　泰輔）
- 佐藤正明
- 佐藤康
- 佐藤時啓
- 佐藤佑一
- 佐藤倫子
- アーネスト・サトウ
- 里中李生
- SANE
- 佐野貴明（Takaaki Sano）
- Sammy
- 沢木よしひさ
- 澤田賢志
- 澤田知子
- 沢田教一
- 沢渡朔
- サンダー平山（平山真人）

し
- Jay Hirano
- 塩谷定好
- シトウレイ
- 四ノ原淳
- 篠山紀信
- 柴田秀一郎
- 柴田敏雄
- 芝田文乃
- 柴田三雄
- 柴田隆二
- 芝間大悟
- 渋谷敦志
- 渋谷龍吉
- 渋谷典子
- 島霞谷
- 島隆 (写真家)
- 島内英佑
- 島尾伸三
- 嶋田忠
- 清水隆行 (写真家)
- シムラユウスケ
- シーズン・ラオ
- 下岡蓮杖
- 下郷羊雄
- 十文字美信
- 寿福滋
- 庄子利男
- 徐美姫
- ジョー・ホンダ
- 白川義員
- 白鳥真太郎
- 白簱史朗
- シヲバラタク
- 神宮智咲
- 進藤祐光

す
- Si oux
- 末武和人
- 菅原一剛
- 杉浦則夫
- 鋤田正義
- 杉本聖一
- 杉本博司
- 杉山慧
- 杉山吉良
- 杉山宣嗣
- 杉吉ゆうじ
- 須崎祐次
- 鈴木清
- 鈴木真一
- 鈴木教雄
- 鈴木理策
- 鈴木八郎
- 須田一政
- 須田郡司
- 須藤絢乃
- 須藤秀澤
- 砂守勝巳

せ
- 清家冨夫
- 関健作
- 瀬戸正人
- 妹尾三郎

## た行
- 田枝豪
- 田枝幹宏
- 田岡信樹
- 田尾沙織
- 田賀久冶
- 高桑正義
- 高江洲靖
- 高木こずえ
- 高木忠智
- 高木松寿
- 高砂淳二
- 高崎勉
- 高嶋ちぐさ
- 高田千鶴
- 高梨豊
- 鷹野隆大
- 高橋恭司
- 高橋邦典
- 高橋生建
- 高橋渡
- 高山明弘
- 高山正隆
- 田里弐裸衣
- 武内俊明
- 竹内敏信
- 竹田津実
- 武田花
- 竹沢うるま
- 武林盛一
- 武安弘毅
- 竹前朗
- 立木義浩
- 田中欣一
- 田中光常
- 田中達也
- 田中長徳
- 田中智久
- 田中仁
- 田中亘
- 棚橋紫水
- 谷口雅彦
- 谷口雅
- 谷口明寛・風景写真家
- 田沼武能
- 田淵行男
- 玉田勇
- 玉村康三郎
- 田村彰英
- 田村榮
- 田村茂
- 樽井眞邦
- 丹地敏明
- 丹野章
- 丹野清志
- 滝口鉄夫
- 大地ソラ
- 竹ノ谷浩樹

ち
- 千葉禎介
- チャーリィ古庄

つ
- 塚田和徳
- 津田洋甫
- 土井浩一郎
- 土田作治郎
- 土田ヒロミ
- 土屋朝美
- 都築響一
- 堤あこ
- 堤勝雄
- 椿荘丹
- 椿孝
- 土屋朝美
- 鶴巻育子

て
- テラウチマサト
- 照井四郎
- 寺川昌宏
- 寺岸宏一
- 照沼ファリーザ（晶エリー、新井エリー、大沢佑香）
- 田凱

と
- 唐木貴央
- 東松照明
- 登川敬介
- 常盤とよ子
- 常盤響
- 徳川慶朝
- 徳田直季
- 所幸則
- 戸田基大
- 戸塚学
- 刀根裕司
- 戸恒慎司
- 富井義夫
- 富澤ススム
- 富重利平
- 富田眞光
- 富山治夫
- 豊田直之
- 殿村誠士
- 土門拳

## な行
- 中山忍
- 内藤忠行
- 内藤正敏
- 直島航
- 中井精也
- 永井守
- 長尾靖
- 中川隆行
- 長倉洋海
- 中島謙吉
- 中島房徳
- 中島待乳
- 永嶋勝美
- 永嶋サトシ
- 長嶋一憲
- 長島義明
- 長島有里枝
- 仲田千穂
- 仲程長治
- 永田一脩
- ナガタサトキ
- 長友健二
- 中野正貴
- 長野重一
- 長野陽一
- 長濱治
- 中里和人
- 中平卓馬
- 中藤敦
- 中藤毅彦
- 永見徳太郎
- 中村紋子
- 中村征夫
- 中村正樹
- 中村正也
- 中村梧郎
- 中村昇
- 中村庸夫
- 中山岩太
- 中山貞春
- 中沢義直
- 永禮賢
- 永野一晃
- 永吉太一
- 名取真吉
- 名取洋之助
- 七咲友梨
- 生井秀樹
- 並河萬里
- 楢橋朝子
- 奈良原一高
- 難波由城雄
- 南原四郎

に
- 西尾樹
- 西岡伸太
- 西沢美衛
- 西澤豊
- 西田幸樹
- 西村春彦
- 西本喜美子
- 仁田三夫
- 蜷川実花

ぬ
- 沼澤茂美
- 沼田早苗

ね
- 根本好伸

の
- 野口里佳
- 野澤亘伸
- 野島康三
- 野波浩
- 野村恵子
- 野村佐紀子
- 野村貞方
- 野村誠一

## は行

### は
- ハービー山口
- 萩原史郎
- 萩原俊哉
- Pugwash P
- 橋口譲二
- 橋田信介
- 橋村奉臣
- 橋本哲
- 長谷部宏
- 畠山直哉
- 畑谷友幸
- 花井健朗
- 英伸三
- ハナブサ・リュウ
- ハナヤ勘兵衛
- 花代
- 花和銀吾
- 八二一
- 秦淳司
- 秦義之
- 馬場憲治
- 濱谷浩
- 早崎治
- 林昭宏
- 林忠彦
- 林義勝
- 早船ケン
- 原弘文
- 原美樹子
- 半沢克夫
- 坂東正男

### ひ
- 比嘉康雄
- 東野翠れん
- 樋口みつき
- 久富忠彦
- 菱川勢一
- 菱田諭士
- 平井輝七
- 平川典俊
- 平塚音四郎
- 平野功二
- 平野太呂
- 平林正久
- 平間至
- 広川泰士
- 広河隆一
- ヴィクター・マインレンダー（石原剛）
- 廣瀬秀彦
- 広田泉
- 広田尚敬
- HIROMIX

### ふ
- 文田信基 (DEXI)
- 深瀬昌久
- 福居伸宏
- 福島裕二
- 福田勝治
- 福田幸広
- 福田洋也
- 福永代志時
- 福原信三
- 福山雅治
- 藤井秀樹
- 藤井旭
- 藤井保
- 藤井春日
- 藤川清
- 藤代冥砂
- 藤田弘基
- 藤田一咲
- 冨士原秀司
- 伏見行介
- 藤村大介
- 藤本四八
- 藤森武
- 藤森秀郎
- 藤原次郎
- 藤原新也
- 二村保
- 淵上白陽
- 船尾修
- 古田亘
- 藤本和典

### ほ
- 星野博美
- 星野道夫
- 細居幸次郎
- 細江英公
- 細野晋司
- 細野秀穂
- 堀江鍬次郎
- ほりたこうじ
- 堀野正雄
- 北郷仁
- 本城直季
- ホンマタカシ

## ま行

### ま
- マーク・アルバート
- 牧野弘 (DEXI)
- まいけるひとし
- 前田玄造
- 前田真三
- 前島庄吾
- 牧田清
- 牧野智晃
- masa
- 間下このみ
- 真島満秀
- 増浦行仁
- 増田正造
- 増田勝行
- 増山たづ子
- 増田昌司
- 松浦正風
- まつうらやすし
- 松江泰治
- 松重美人
- マツシマススム
- 松田美由紀
- 松田朋子
- 松橋利光
- 松本新
- 松村清秀
- 松本コウシ
- 松本紀生
- 松本路子
- 丸木利陽
- 丸田祥三
- 丸谷嘉長
- マツバラミチヒサ

### み
- 三浦和人
- 三浦俊裕
- 三木謙二
- 三木淳
- 水越武
- 水谷章人
- 水谷孝次
- 水谷幹治
- 水谷充
- 水野秀比古
- 溝口宗博
- 三井昌志
- 光墨弘
- 光村利弘
- 三留理男
- 緑川洋一
- 港千尋
- 南良和
- 峯岸進治
- 宮崎学
- 宮澤正明
- 宮下マキ
- 宮嶋茂樹
- 宮武東洋
- 宮野正喜
- 宮原夢画
- 宮本隆司
- 三好耕三
- 三吉ツカサ

### む
- 向田直幹
- 武壮隆志
- 六田知弘
- 武藤裕也
- Munetaka Tokuyama
- むらいさち
- 村越としや
- 村田三二
- 村山康文

### も
- 持田昭俊
- 望月宏信
- MOTOKO
- 本橋成一
- 百瀬俊哉
- 森一兵
- 森下一徹
- 森園みるく
- 森田正美
- 森田廣実
- 森永純
- 森原輝明
- 森日出夫
- 森村泰昌
- 森山大道
- 師岡宏次
- 諸河久
- 諸永恒夫

## や～わ行
- 八木仁志
- 安井仲治
- 安島太佳由
- 安村崇
- 柳澤俊次
- 柳沢信
- 柳沢雅彦
- 山内城司
- 山内浩
- 山内順仁
- 山岡龍孔
- 山川雅生
- 山岸伸
- 山口進
- 山崎治雄
- 山崎友也
- 山沢栄子
- 山下茂樹
- 山科健一郎
- 山田哲也
- 山田敦士
- 山端庸介
- 山本悍右
- 山本建三
- 山本善之助（山本善之介）
- 山本牧彦
- 山本将文
- 山本光男
- 山本盛雄

よ
- 横木安良夫
- 横須賀功光
- 横山健蔵
- 横山松三郎
- 吉岡均
- 吉田潤
- 吉田巧
- 吉田大朋
- 吉田尚弘
- 吉田ルイ子
- 吉野信
- 吉増剛造
- 吉嶺全二
- 吉村和敏
- 米原敬太郎
- 米美知子

ら
- 樂滿直城

り
- Ryu Itsuki

る
- ルーク・H・オザワ

れ
- レスリー・キー

ろ
わ
- 若色亨昌
- 渡辺克巳
- 渡辺兼人
- 渡部さとる
- 渡辺淳
- 渡辺達生
- 渡部雄吉
- 渡部陽一
- 渡辺義雄
- 渡辺伸次